# Alastis

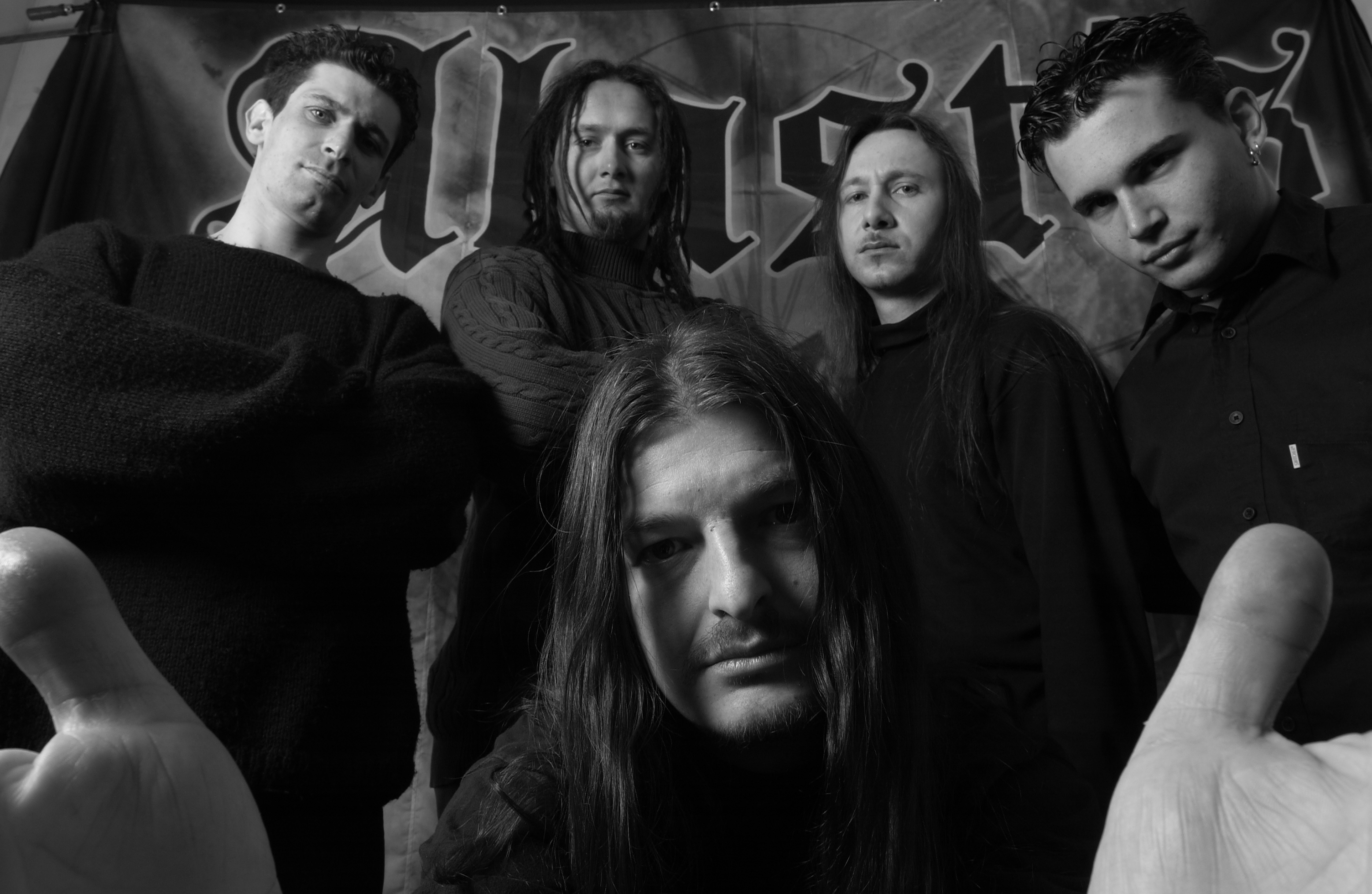
Alastis in 2002

Alastis is een Zwitserse darkmetalband.

## Artiesten
- War D. - vocalist en gitarist
- Nick - hoofdgitarist
- Raff - bassist
- Graven X - toetsenist en sampler
- Sebastian - drummer

## Vroegere leden
- Eric - bassist, achtergrondstem
- Rotten - bassist, achtergrondstem
- Laurent Mermod - drummer

## Discografie
- 1992 - The Just Law (Head Not Found)
- 1995 - ... And Death Smiled (Adipocere)
- 1997 - The Other Side (Century Media)
- 1998 - Revenge (Century Media)
- 2001 - Unity (Century Media)